# Шалит, Авраам
Авраам Хаим Шалит (ивр. אברהם שליט‎; 1898 — 21 августа 1979 года) — израильский историк и учёный. Исследователь периода Второго Храма, профессор истории Еврейского университета в Иерусалиме и лауреат Премии Израиля за 1960 год.

## Биография
Шалит родился в 1898 году в галицийском городе Золочеве. Учился в Венском университете. Закончил в 1925 году по теме «Жизнь Иосифа Флавия», характер и труды которого Шалит активно исследовал на протяжении всей своей карьеры. В 1933 году он опубликовал две статьи о Иосифе Флавии на немецком языке в журнале Klio. На иврите опубликовал статью: «Когда Йосеф бен Матитьяху написал книгу своей жизни» в журнале «Сион».
В 1929 году он эмигрировал в Палестину. Потерял жену и сына во время Холокоста. В 1950 году поступил на исторический факультет Еврейского университета в Иерусалиме, затем вошёл в постоянный преподавательский состав кафедры еврейской истории, а в 1959 году стал профессором. Шалит преподавал в университете до выхода на пенсию в 1966 году, после чего продолжил исследования и публикации. Он был редактором и автором многих томов Еврейской энциклопедии и Библейской энциклопедии, а также редактором Энциклопедии Иудаика. Кроме того, он отредактировал том «Эллинистический период» из серии книг «История народа Израиля», изданной в 1972 году.
Авраам Шалит умер в Израиле в 1979 году и был похоронен на кладбище «Хар ха-Менухот».

## Научная деятельность
Основные работы Авраама Шалита написаны про Ирода и Иосифа Флавия. Первоначально Шалит считал Иосифа Флавия плохим историком, но позже он считал его прагматиком.

## Награды
- В 1960 году Шалит был награждён премией Израиля за исследования в истории евреев[4]
- Также является лауреатом премии Черниховского за образцовый перевод.